# Hong Sang-soo
I denna artikel är efternamnet  Hong. 
Hong Sang-soo, född 1960 i Seoul, är en sydkoreansk filmregissör och manusförfattare. Han vann Un certain regard-priset 2010, Guldleoparden 2015, Silverbjörnen för bästa regi 2020 och juryns stora pris vid filmfestivalen i Berlin 2022.

## Filmografi (i urval)
- 2010 – Oki's Movie
- 2015 – Right Now, Wrong Then
- 2017 – Claire's Camera